# 河東村 (福岡県)
河東村（かとうむら）は、福岡県宗像郡にあった村。現在の宗像市の一部にあたる。

## 地理
釣川の中流右岸に位置していた。

## 歴史

### 沿革
- 1889年（明治22年）4月1日 - 宗像郡須恵村、山田村、平等寺村、稲元村、河東村、池浦村が合併して村制施行し、河東村が設立[1][2]。
- 1954年（昭和29年）4月1日 - 宗像郡東郷町、赤間町、南郷村、吉武村、神興村（一部、大字村山田の一部）と合併し宗像町を新設して廃止された[1][2]。

### 地名の由来
釣川を境に東に位置したことから。

## 村長
- 古野孫太郎